# 1215 Boyer
1215 Boyer è un asteroide della fascia principale. Scoperto nel 1932, presenta un'orbita caratterizzata da un semiasse maggiore pari a 2,5774464 UA e da un'eccentricità di 0,1332131, inclinata di 15,91736° rispetto all'eclittica.
L'asteroide è dedicato all'astronomo francese Louis Boyer.